# Ficus craterostoma
Ficus craterostoma là một loài thực vật có hoa trong họ Moraceae. Loài này được Warb. ex Mildbr. & Burret mô tả khoa học đầu tiên năm 1911.

## Hình ảnh

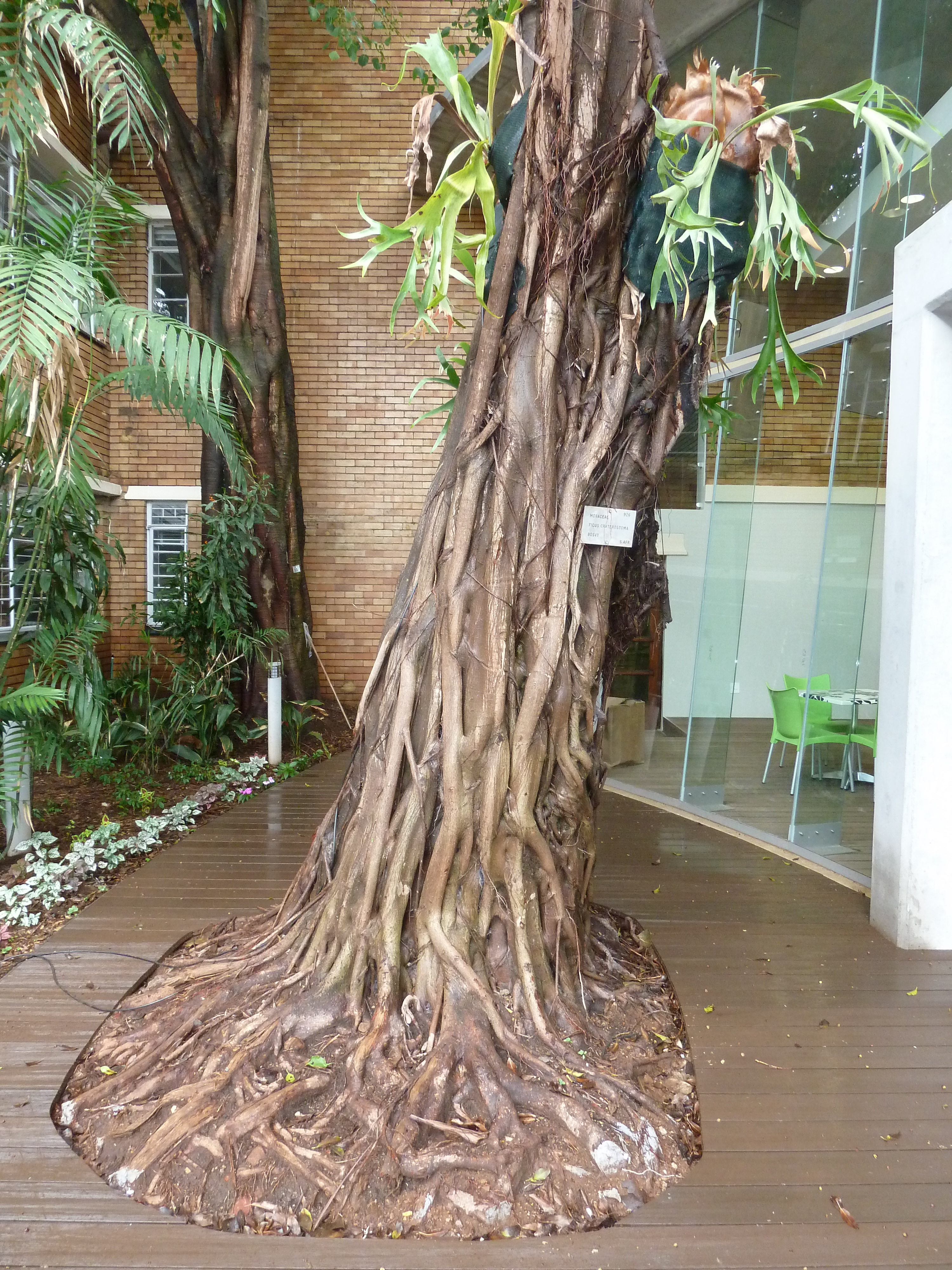
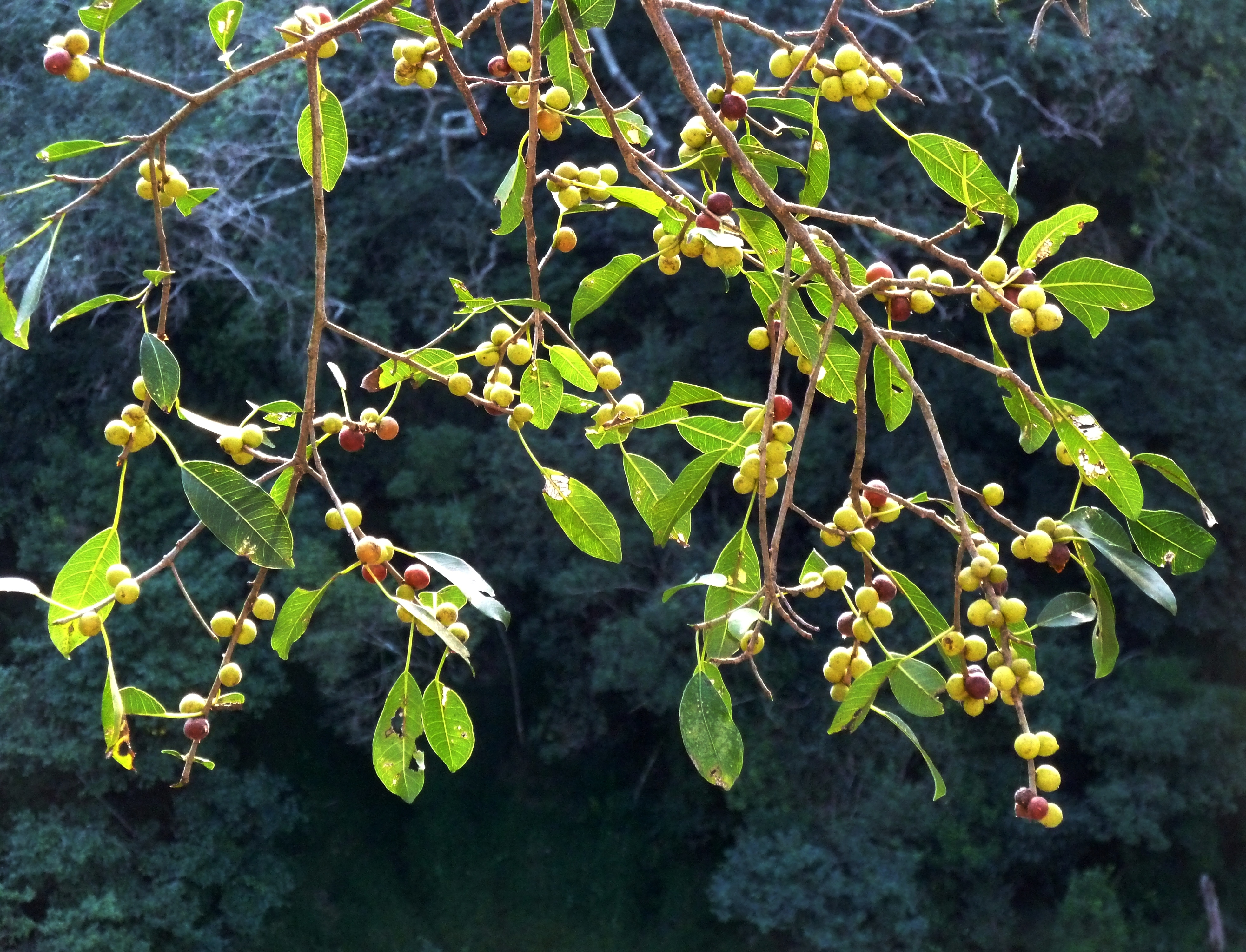
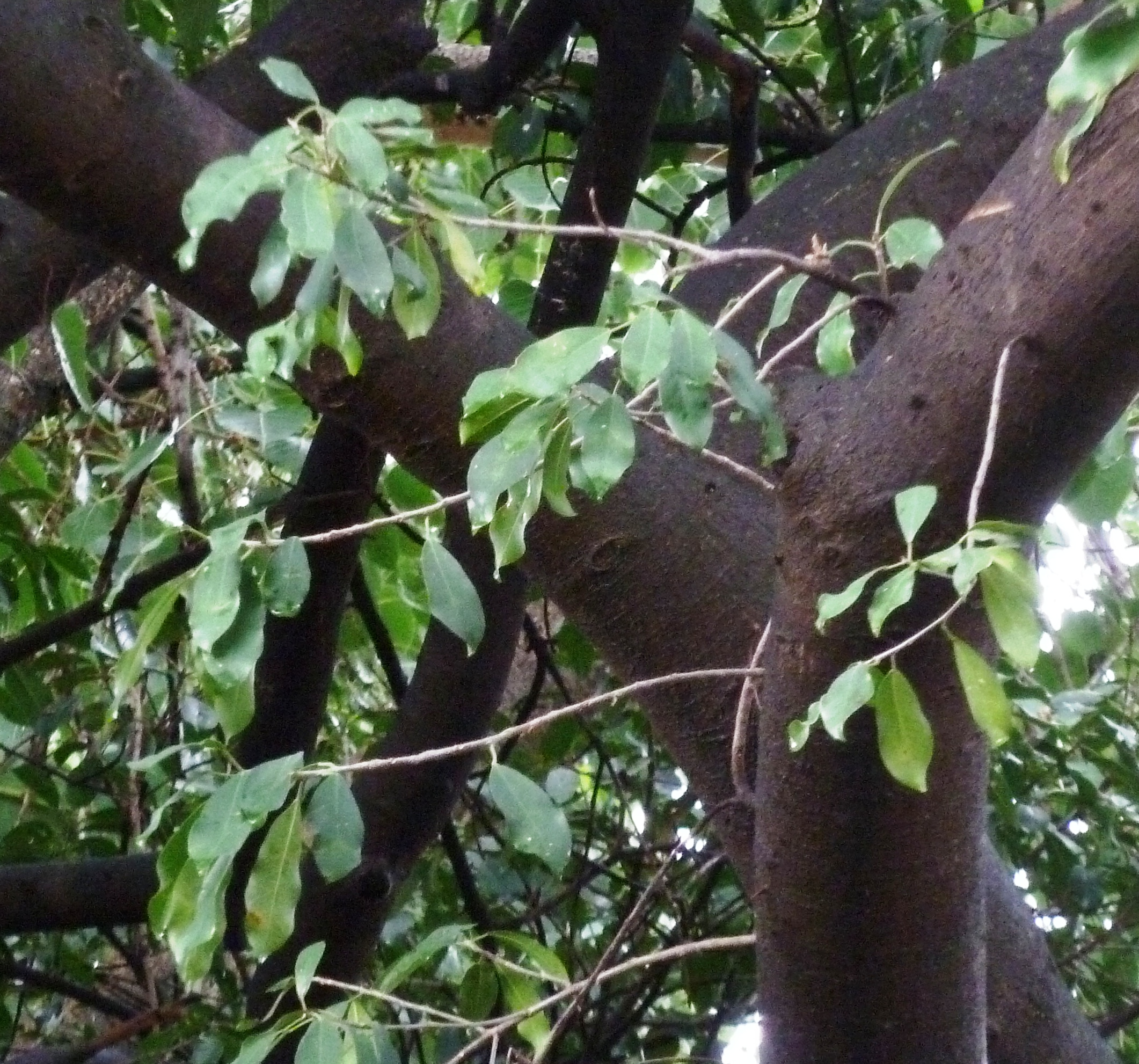
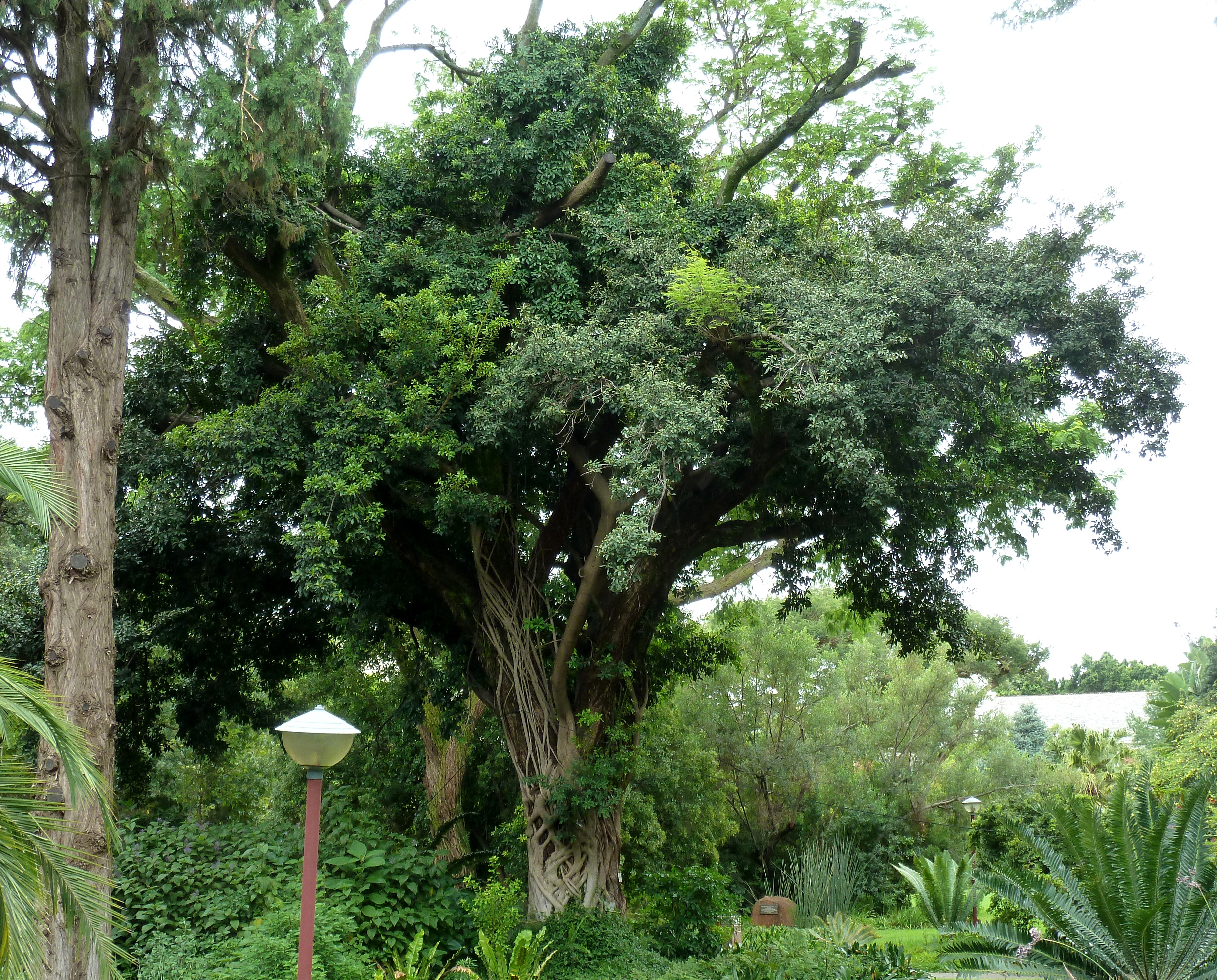